# Hydrogonium mamatkulovii
Hydrogonium mamatkulovii är en bladmossart som beskrevs av Lazarenko 1967. Hydrogonium mamatkulovii ingår i släktet Hydrogonium och familjen Pottiaceae. Inga underarter finns listade i Catalogue of Life.